# Sigríður Hagalín
Sigríður Hagalín, född 7 december 1926 i Norge, död 26 december 1992, var en isländsk skådespelare.
Hagalín föddes i Norge som dotter till författaren Guðmundur G. Hagalín men växte upp i Ísafjörður. Hon är troligen mest känd för sin roll i filmen Naturens barn som var den första isländska filmen som nominerades till en Oscar.

## Filmografi (urval)
- 1991 - Naturens barn
- 1992 - Så som i himmelen